# Дєдух Нінель Василівна
Дє́дух Нінель Василівна (нар. 28 березня 1943, місто Бузулук, Оренбурзька область, РРФСР) — український біолог, доктор біологічних наук (1989), професор (1994).

## Життєпис
Нінель Дєдух народилася 28 березня 1943 у місті Бузулук Оренбурзької області Росії.
У 1967 році вона закінчила Харківський університет.
У 1967 року Нінель Дєдух стала співробітником у Українському науково-дослідному інституті ортопедії та травматології імені Михайла Ситенка у м. Харкові. У 1969 році вона отримала посаду молодшого наукового співробітника, а в 1976 році — старшого наукового співробітника цього інституту.
Протягом 1990—2017 років вона була завідувачкою лабораторії морфології сполучної тканини та завідувачкою лабораторії патоморфології та експериментальної патології
З 1988 року Нінель Дєхух працювала професоркою кафедри фізики твердого тіла Харківського державного університету імені О. М. Горького. У 1989 році вона захистила дисертацію на тему «Морфологічні аспекти впливу гормонів на суглобовий хрящ в онтогенезі» та отримала звання доктора біологічних наук.
З 2017 року Нінель Дєдух є провідним науковим співробітником відділу клінічної фізіології і патології опорно-рухового апарату Інституту геронтології імені Д. Ф. Чеботарьова НАМН України у м. Києві.

## Науковий доробок
Нінель Дєдух займається проблемами формування, росту та розвитку суглобів, регенерації кісток та суглобів хряща, експериментально-теоретичними аспектами дії гормонів та фармакологічних препаратів на тканини суглобів.
До її наукового доробку належить 421 наукова праця, у тому числі 11 монографій, 3 посібника. Також вона має 23 авторських свідоцтва та патенти.
Під науковим керівництвом Нінель Дєдух захищено 1 докторську та 10 кандидатських дисертацій.
Монографії
- Остеопороз: эпидемиология, клиника, диагностика и лечение: Монография / Под. ред. Н. А. Коржа, В. В. Поворознюка, Н. В. Дедух, И. А. Зупанца// — Акад. мед. наук. Украины Х.: Золотые страницы, 2002. — С. 10-29.
- The practice of minimally invasive spinal technique// Ed. Savitz M.H., Chiu C, Raushning W. et al./ «Histological Changes in Faset Joint and Disc Degeneration», V.Radchenko, Dedukh, S. Malyshkina. — AAMISS PRESS, New City, New York, 2005. P. 75-82.
- Остеоартроз: консервативная терапия: Монография / Акад. мед. наук. Украины; Под. ред. Н. А. Коржа, Н. В. Дедух, И. А. Зупанца. — Х.: Золотые страницы, 2007. — С. 48-75.
- Поворознюк В. В. Экспериментальный остеопороз / В. В. Поворознюк, Н. В. Дедух, Н. В. Григорьева, И. В. Гопкалова. — Киев, 2012. — 228 с.
- Патология табедренного сустава у детей. Теоретическое, экспериментальноек и биомеханическое обоснование Монография. Под редакцией А. И. Королькова, З. М. Мителевой /гл 8. Экспериментальное моделирование на животных патологий тазобедренного сустава/ А. И. Корольков, А. Б. Громов, Н. В. Дедух, Н.И Люткевич // Харьков, 2016.– 274 с.

Підручники
- Руководство по гистологии/ под. редакцией Данилова Р. К. // Скелетные ткани /Дедух Н. В., Панков Е.Я// Спецлит. С-Пб. — 2002. — Т.1, С. 284—328.
- Руководство по гистологии / под. редакцией Данилова Р. К. // Опорно-двигательный апарат / Н. В. Дедух, Е. Я. Панков// Спецлит. С-Пб. — 2002. — Т.2, С. 693—699.
- Руководство по гистологии. Издание 2, исп. и доп. Скелетные ткани и органы / В. Г. Гололобов, Н. В. Дедух // с. 238—301. Позвоночный столб / Н. В. Дедух // с.301-306. — СПб: СпецЛит, 2010.– т.1 .– 831 с.

Статті
- Дедух Н. В. Артроз /Дедух Н. В.//Боль. Суставы. Позвоночник. — 2012.–№ 2 (6). — С. 37-41.
- Корж Н. А. Остеопороз и остеоартроз: патогенетически взаимосвязанные заболевания? (обзор литературы) / Н. А. Корж, Н. В. Дедух, Н. Н. Яковенчук //Ортопедия, травматология и протезирование — 2013. — № 4. — С.102-110.
- Дедух Н. В. Остеопороз: механизм лечебного действия бисфосфонатов и клинические перспективы / Н. В. Дедух // Травма, 2013. — т. 14, № 2. С. 1-7.
- Дедух Н. В. Костная ткань в норме и при остеопорозе / Н. В. Дедух., Е. А. Побел. // Ортопедия, травматология и протезирование — 2013. — № 3. — С. 73 –83.
- Povoroznyuk V. Effect of aging on fracture healing /V. Povoroznyuk, N. Dedukh, A. Makogonchuk// Gerontologija, Vilnius. — 2014, т 15, № 2. C. 97-102.
- Modern Techniqin spine surgery/ Monograf. Ed: A.Bhave./ Lumbar facet syndrome // V.Radchenko, N. Dedukh, S.Malyshkina/ The healh sciences publisher — 2014. — C.222-232.
- Morphological aspects of experimental lumbar spinal stenosis modeling / L.M. Bengus, N.V.Dedukh, O.P. Shmanko et al.// Inter Medical Journal.- 2014. — № 1. Р. 102—104.
- Dedukh N. Bone mineral density of patients with low-energy fractures / N.Dedukh, E.Pobel., V. Maltseva // Materials World Congress on Osteoporosis, Osteoarthritis and Musculoskeletal Diseases. — 2–5 April 2014. Seville, Spain. — P. 354—355.
- Дедух Н. В. Биоиндикация материала на основе углерода в исследованиях in vitro и in vivo / Н. В. Дедух, Лу Чжоу, И. В. Вишнякова// Вісник проблем біології і медицини.– 2016.–Т.1, № 3. — 82-85
- Regeneration of intervertebral disc by way using of allogeneic chondrocytes cultivated in vitro in the light of concept for restabilization of the spine (experimental investigation) / V.A. Radchenko, N. Dedukh, S.V. Malyshkina, O.M. Kostytska //Ортопедия, травматология и протезирование — 2016. — № 3. — С.27-33.
- Н. В. Дєдух, Л. М. Бенгус, О. А. Лєвшин, С. Б. Костерін, О. О. Барков, В. К. Піонтковський. Морфологічні зміни в хребтових рухових сегментах поперекового відділу хребта кролів після їх стабілізації ригідними імплантатами // Ортопедия, травматология и протезирование. — 2017. — № 1 (606). — С. 21-26. Архівовано з джерела 26 січня 2019. Процитовано 26 січня 2019.